# Macadamia integrifolia
Macadamia integrifolia es un árbol en la familia Proteaceae, nativo de Queensland y Nueva Gales del Sur en Australia.  Nombres comunes incluyen nuez de macadamia, nuez poppel (Poppel Nut), nuez bauple (Bauple Nut), nuez bopple (Bopple Nut), y nuez de Queensland. 

## Descripción
Esta especie es un árbol pequeño con hojas, las cuales tienen los márgenes dentados y miden de 7 a 15 cm de largo. Las flores son blancas o rosáceas a las cuales le siguen frutos leñosos y redondeados, los cuales miden de 2 a 3.5 cm de diámetro.

## Distribución
Ha sido introducido en México y se ha desarrollado bien en los estados de Michoacán y Jalisco.

## Taxonomía
Macadamia integrifolia fue descrita por Maiden & Betche y publicado en Proceedings of the Linnean Society of New South Wales, ser. 2 21(84): 624–625. 1896.